# Il re della montagna
Il re della montagna è un romanzo di Emilio Salgari pubblicato nel 1895 da Speirani, ambientato alla fine del settecento in Persia 

## Trama
Il giovane Nadir, cresciuto nel Demavend, scende a Teheran per liberare uno degli uomini che lo considerano il Re della Montagna. In città conosce casualmente la bellissima Fathima, che lo aiuta e quindi lo segue sulla montagna, dove il vecchio Mirza, che si era preso cura di Nadir, rivela infine le loro nobili origini. 
Dopo varie avventure, il giovane vendica la morte dei propri genitori e riconquista la sua amata e il trono.